# Cabinet Sellering I
Land de Mecklembourg-Poméranie-Occidentale
Cabinet Ringstorff III Cabinet Sellering II
Le cabinet Sellering I (Kabinett Sellering I) était le gouvernement du Land de Mecklembourg-Poméranie-Occidentale du 6 octobre 2008 au 25 octobre 2011, durant la cinquième législature du Landtag.

## Coalition et historique
Dirigé par le nouveau ministre-président social-démocrate Erwin Sellering, il est constitué d'une « grande coalition » entre le Parti social-démocrate d'Allemagne (SPD) et l'Union chrétienne-démocrate d'Allemagne (CDU), qui disposent ensemble de 45 députés sur 71 au Landtag, soit 63,3 % des sièges.
Il a été formé à la suite de la démission du ministre-président social-démocrate Harald Ringstorff et succédait au cabinet Ringstorff III, formé en 2006 et constitué d'une coalition identique. Après la victoire du SPD aux élections législatives régionales du 4 septembre 2011, Sellering a décidé de poursuivre sa coopération avec la CDU, formant le cabinet Sellering II.

## Composition
| Portefeuille                                                                        | Ministre | Ministre          | Parti |
| ----------------------------------------------------------------------------------- | -------- | ----------------- | ----- |
| Ministre-président                                                                  |          | Erwin Sellering   | SPD   |
| Vice-Ministre-président Ministre de l'Économie, du Travail et du Tourisme           |          | Jürgen Seidel     | CDU   |
| Ministre de l'Intérieur                                                             |          | Lorenz Caffier    | CDU   |
| Ministre de la Justice                                                              |          | Uta-Maria Kuder   | CDU   |
| Ministre des Finances                                                               |          | Heike Polzin      | SPD   |
| Ministre de l'Agriculture, de l'Environnement et de la Protection des consommateurs |          | Till Backhaus     | SPD   |
| Ministre de l'Éducation, de la Science et de la Culture                             |          | Henry Tesch       | CDU   |
| Ministre des Transports, de la Construction et du Développement régional            |          | Volker Schlotmann | SPD   |
| Ministre des Affaires sociales et de la Santé                                       |          | Manuela Schwesig  | SPD   |